# Alden, Michigan
Alden är en ort i Antrim County i delstaten Michigan, USA.